# Église de la Nativité-de-la-Mère-de-Dieu de Kneževo
Pour les articles homonymes, voir Église de la Nativité-de-la-Mère-de-Dieu.
L'église de la Nativité-de-la-Mère-de-Dieu (en serbe cyrillique : Храм Рођења пресвете Богородице ; en serbe latin : Hram Rođenja presvete Bogorodice) est située en Bosnie-Herzégovine, sur le territoire de la ville de Kneževo et dans la municipalité de Kneževo. Cette église a été construite en 1938.